# ガブリエル・バタイユ
ガブリエル・バタイユ（Gabriel Bataille、1575年頃 - 1630年10月17日）は、フランスの作曲家、リュート奏者。
1608年から1615年にかけて、『リュートのタブラチュアで書かれたさまざまな作家のエール集』を出版した。